# Megawatt (Band)
Megawatt ist eine Schweizer Rockband mit Mundart-Texten auf Schweizerdeutsch.

## Bandgeschichte
Thomas Graf begann seine musikalische Karriere mit 17 Jahren bei der Band Air Raid, aus denen entstand Jealousy, bis er von Edison (später Edi'o'Fun) abgeworben wurde. Anfangs war er ausschließlich in Coverbands aktiv. Anschliessend stieg er bei May Day ein, die schon einen Namen in Bünden hatten und bereits im Dialekt sangen. Ausserdem sang er in der Liechtensteiner Coverband Bluebones. 2019 stellte er Kontakt zur Musikproduktionsfirma Hitmill her. Die Idee zu Megawatt entstand. Graf sicherte sich 100-prozentiges Mitspracherecht und begann eine Band zusammenzustellen. Mit Marco Gassner (Gitarre), Dario Michielini (Gitarre), Damian Caluzi (Bass) und Marius Matt (Schlagzeug) entstand ein festes Line-up. Nach den ersten Songs erhielten sie im Oktober 2019 einen Termin für SRF bi de Lüt. Sie bereiteten sich auf den Auftritt vor, der schliesslich im Januar 2020 stattfand. Am Tag der Ausstrahlung ihres ersten öffentlichen Auftritts luden sie die Homepage sowie das Musikvideo 80er Jahr hoch.
Es folgte 2020 das erste selbstbetitelte Debütalbum über Hitmill, das auf Platz 2 der Schweizer Charts landete. Es sollte eine Tour mit Gotthard stattfinden, die jedoch auf Grund der COVID-19-Pandemie in der Schweiz abgesagt werden musste. Nach einer längeren Liveauszeit traten sie 2021 beim Kleinstadt Open Air Walenstadt auf. Dort erhielten sie von Freddy Scherer (Gotthard) eine Goldene Schallplatte für 10'000 verkaufte Exemplare überreicht. 2021 wurden sie bei den Swiss Music Awards als «Best Breaking Act» ausgezeichnet.
Am 18. März 2022 erschien das zweite Album Felsafescht, das Platz 1 der Schweizer Albencharts erreichte.
Anfang 2023 verließ Gründungsmitglied Dario Michielini die Band. Für ihn kam Dennis Mungo als zweiter Gitarrist. Im Mai 2023 erschien das dritte Album Rockerherz, das erneut Platz 1 der Schweizer Charts erreichte.

## Diskografie

### Alben
| Jahr | Titel Musiklabel    | Höchstplatzierung, Gesamtwochen, AuszeichnungChartsChartplatzierungen (Jahr, Titel, Musiklabel, Platzierungen, Wochen, Auszeichnungen, Anmerkungen) | Anmerkungen                                              |
| Jahr | Titel Musiklabel    | CH | Anmerkungen                                              |
| ---- | ------------------- | --- | -------------------------------------------------------- |
| 2020 | Megawatt Hitmill    | CH2 Gold · (130 Wo.)CH | Erstveröffentlichung: 24. Januar 2020 Verkäufe: + 10'000 |
| 2022 | Felsafescht Hitmill | CH1 (27 Wo.)CH | Erstveröffentlichung: 18. März 2022                      |
| 2023 | Rockerherz Hitmill  | CH1 (17 Wo.)CH | Erstveröffentlichung: 19. Mai 2023                       |
| 2025 | Elektrisch Hitmill  | CH1 (… Wo.)CH | Erstveröffentlichung: 27. Juni 2025                      |

### EPs
- 2020: 80er Jahr
- 2020: Blick Stars@Home Sessions

### Singles
| Jahr | Titel Album          | Höchstplatzierung, Gesamtwochen, AuszeichnungChartsChartplatzierungen (Jahr, Titel, Album, Platzierungen, Wochen, Auszeichnungen, Anmerkungen) | Anmerkungen                                |
| Jahr | Titel Album          | CH | Anmerkungen                                |
| ---- | -------------------- | --- | ------------------------------------------ |
| 2021 | Loieherz Megawatt    | CH50 (1 Wo.)CH | Erstveröffentlichung: 27. März 2021        |
| 2025 | Brich mir mis Herz – | CH6 (2 Wo.)CH | Erstveröffentlichung: 2. Mai 2025 mit Gölä |

Weitere Singles
- 2022: Felsafescht

## Auszeichnungen für Musikverkäufe
Anmerkung: Auszeichnungen in Ländern aus den Charttabellen bzw. Chartboxen sind in ebendiesen zu finden.
| Land/RegionAuszeichnungen für Musikverkäufe (Land/Region, Auszeichnungen, Verkäufe, Quellen) | Gold  | Platin | Verkäufe | Quellen      |
| -------------------------------------------------------------------------------------------- | ----- | ------ | -------- | ------------ |
| Schweiz (IFPI)                                                                               | Gold1 | —      | 10'000   | hitparade.ch |
| Insgesamt                                                                                    | Gold1 | —      |          |              |

## Auszeichnungen und Nominierungen

### Auszeichnungen
- 2021: Swiss Music Awards – Kategorie: „Best Breaking Act“[7]
- 2023: Swiss Music Awards – Kategorie: „Best Album“ (für Felsafescht)[8]